# Стьюарт-Кассар (трасса)
Трасса Стьюарт-Кассар, другие названия — Юконская трасса 37 или трасса Британской Колумбии 37, соединяет города Кассар в Британской Колумбии со 1002 км аляскинской трассы в местечке Стьюарт-Кроссинг. Общая протяжённость трассы 727 км, из них только последние 3,4 км проходят по территории Юкона.